# 范文博
范文博（FAN Wenbo，1987年11月18日—），中国男子体育舞蹈运动员。
2009年，與陈世瑶出戰香港东亚运动会體育舞蹈比賽，贏得森巴舞及倫巴舞两枚金牌。
2010年11月，范文博代表中國出戰廣州亞運會，與陈世瑶合作參加體育舞蹈比賽的拉丁舞-牛仔項目，奪得金牌。

## 外部連結
- 2010年亚洲运动会中国代表团 - 范文博 （页面存档备份，存于）